# متلازمة هيدروهالوس
متلازمة هيدروهالوس (بالإنجليزية: Hydrolethalus syndrome)‏ ترتبط المتلازمة بطفرات HYLS1. الجين المشفر HYLS1 مسؤول عن التطور الصحيح لأهداب داخل جسم الإنسان. الأهداب هي إسقاطات مجهرية تسمح بالإدخال الحسي وإخراج الإشارات داخل الخلايا، بالإضافة إلى حركة الخلية. ينتج عن الخلل مجموعة من التشوهات التي غالبًا ما تكون نتيجة لإشارات الخلية غير الصحيحة. الشكل البديل، HLS2، مع طفرات إضافية لجين KIF7، أقل شيوعًا. يضمن KIF7 أيضًا تكوين الأهداب الصحيح ووظيفتها، وتحديداً ثبات الأهداب وطولها.
تم التعرف على متلازمة هيدروهالوس (HLS) عن طريق الخطأ لأول مرة في فنلندا، خلال دراسة عن متلازمة ميكل. مثل متلازمة هيدروهالوس، تظهر متلازمة ميكل مع تشوهات فسيولوجية شديدة، وهي اضطرابات في الجهاز العصبي المركزي ووجود أصابع أو أصابع إضافية (تعدد الأصابع). يمكن تمييز متلازمة هيدروهالوس عن متلازمة ميكل من خلال تحليل وظائف الكلى، والتي تكون غير فعالة في متلازمة ميكل نتيجة لتكوين الكيس.

## العلامات والأعراض
تقدم متلازمة هيدروهالوس نفسها على أنه تشوهات تطورية مختلفة مميتة، والتي غالبًا ما تؤدي إما إلى ولادة جنين ميت مبكر أو الوفاة بعد الولادة بوقت قصير. لوحظت حالات نادرة لأطفال ولدوا مصابين بداء متلازمة هيدروهالوس على قيد الحياة لعدة أشهر. الشذوذ المميز لمتلازمة هيدروهالوس هي عدم وجود أنسجة المخ وهياكل خط الوسط، مع وجود سوائل دماغية زائدة (استسقاء الرأس) نتيجة للتطور غير الطبيعي للجهاز العصبي المركزي. تشمل العيوب الشائعة الأخرى نمو الرئة غير المكتمل وعيوب القلب والشفة المشقوقة أو الحنك المشقوق وتعدد الأصابع والفك الصغير بشكل غير طبيعي. يُعد موت الجنين ميتًا وزيادة السائل الأمنيوسي (polyhydramnios) أمرًا شائعًا أثناء الحمل مع جنين مصاب بمرض متلازمة هيدروهالوس، حيث يتم الاستشهاد بحالات تصل إلى 8 لترات مقارنة بـ 1 لتر الطبيعي. الأعراض الأقل شيوعًا مثل العيون الصغيرة بشكل غير طبيعي والأنف العريض ممكنة أيضًا.

## الأسباب

### الوراثة
يحدث متلازمة هيدروهالوس بسبب طفرة خطأ وراثي في الجين HYLS1، الذي يشفر بروتين متلازمة هيدروهالوس 1، على الكروموسوم 11 ؛ تغيير قاعدة واحدة في الأحماض الأمينية تسلسل HYLS1 في اكسون 6 ينطوي على استبدال حمض الأسبارتيك 211 مع الجلايسين (D211G) في سلسلة ببتيد. إكسون 6 هو إكسون البروتين الوحيد في HYLS1 ؛ يضمن الأداء السليم للإكسونات 1-5 تنظيم البروتين بأكمله والتعبير عنه. متلازمة هيدروهالوس هي متلازمة وراثية متنحية. يكون التطور ممكنًا فقط إذا كان كلا الوالدين يحملان الجين المعيب، وفي هذه الحالة، يكون خطر إصابة الجنين بالمتلازمة بنسبة 25٪. متلازمة هيدروهالوس هي عضو في تراث المرض الفنلندي، مع حدوث حالات أكثر شيوعًا في فنلندا من بقية العالم؛ يتأثر ما يقرب من 1 من كل 20000 من الأجنة النامية في فنلندا. كما تم توثيق حالات نادرة في مناطق أخرى، غالبًا مع أنماط ظاهرية أقل حدة نتيجة لتباين الأليل عبر البلدان، مما يسمح ببقاء النسل المصاب لمدة تصل إلى عدة أشهر. يُنصح الأفراد من أصل فنلندي بالخضوع لاختبارات جينية قبل محاولة الإنجاب.
قبل اكتشاف متلازمة هيدروهالوس، كان جين HYLS1 غير معروف، ولم يتم تحديد الجينات المماثلة داخل البشر. تم فحص المتعاملين، الجينات في الأنواع الأخرى ذات تراث الأسلاف المشترك، لشرح الفيزيولوجيا المرضية لمتلازمة هيدروهالوس؛ جين مشابه داخل الدودة المستديرة، Caenorhabditis elegans، مسؤول عن تكوين الأهداب. تضع الفرضيات الحالية خللاً وظيفيًا في الأهداب باعتباره السبب الرئيسي لعيوب متلازمة هيدروهالوس الناشئة عن طفرة HYLS1 في البشر. الاختلافات بين النوع البري و HYLS1 المتحولة قد لوحظت بوضوح. يتم ترجمة شكل النوع البري إلى السيتوبلازم، في حين يتم ترجمة الشكل المتحور إلى النواة ويشكل مجموعات صغيرة، مما يشير إلى أن الجين الطافر يعطل التوطين الخلوي. البروتين المشفر بواسطة شكل متحور HYLS1 غير قادر على تنفيذ الاستهداف الأساسي للمريكزات لغشاء البلازما، مما يعطل الوظيفة الهدبية، مما يؤدي إلى اعتلال الهدبية. نظرًا لوجود الأهداب في جميع الخلايا تقريبًا في جميع أنحاء الجسم، فإن الخلل الوظيفي الهدبي يسبب عيوبًا في النمو في مجموعة من الأعضاء، وبالتالي يمكن أن يختلف النمط الظاهري لمتلازمة هيدروهالوس بشكل كبير، على الرغم من ملاحظة تشوه الدماغ وتعدد الأصابع بشكل شائع.

### البيئة
في الوقت الحالي، لا توجد عوامل بيئية معروفة بأنها تزيد من احتمالية تطور متلازمة هيدروهالوس أو تقدمها؛ تحدث متلازمة هيدروهالوس فقط بسبب التشوهات الجينية.

## الفيزيولوجيا المرضية
الفيزيولوجيا المرضية لمتلازمة هيدروهالوس هي تطور غير طبيعي لأهداب ناشئة عن عدم قدرة جين HYLS1 المتحول على استهداف المريكزات بشكل صحيح لغشاء البلازما. على وجه التحديد، تفتقر الألياف الانتقالية داخل المنطقة الانتقالية، عند قاعدة المحور العصبي والمجاورة لغشاء البلازما، إلى التطور المناسب. نظرًا لأن هذه الهياكل تشكل البوابة الهدبية، فإن التطور غير السليم يؤدي إلى فقدان الانتقائية لدخول البروتين إلى المقصورة الهدبية.

## الاختلافات والأمراض ذات الصلة
كما لوحظت الطفرات في KIF7 في المرضى الذين يقدمون نمطًا ظاهريًا مشابهًا لمتلازمة هيدروهالوس وتحول HYLS1 A إلى G المميز؛ متماثل الحذف من الجينات KIF7 يؤدي إلى شكل متغير من HLS، HLS2. يشفر KIF7 عاملًا بنيويًا حيويًا للنقل الهدبي، كما أنه متورط في اضطرابات النمو الأخرى، مثل متلازمة جوبيرت (JS). بالإضافة إلى ذلك، لم تعد الطفرات في HYLS1 مرتبطة صراحةً بـ HLS في البشر. تؤدي الطفرات المتماثلة اللواقح التي تزيل كودون الإيقاف في exon 4 من HYLS1 إلى اضطراب تسلسل جينومي مختلف للطفرة الخاطئة لـ HLS، وتوجد نمطًا ظاهريًا مثل JS. «علامة السن المولية» للدماغ، وهي حالة شاذة يتم فيها تقليل حجم المخيخ مع الاحتفاظ بشكل المخيخ، تشبه الضرس وتستخدم لتحديد JS. يظهر JS مع طفرات في أكثر من 30 جينًا، في حين أن طفرة HYLS1 هي السبب الوحيد لمتلازمة هيدروهالوس، ولكنها موجودة أيضًا في شكل متغير HLS2 مع جين KIF7 المتحور.

## التشخيص
يمكن تشخيص متلازمة هيدروهالوس بسهولة أثناء الحمل من خلال استخدام الموجات فوق الصوتية، والتي غالبًا ما تكشف عن استسقاء الرأس والبنية غير الطبيعية للدماغ. يعد الفحص الدقيق عن طريق الموجات فوق الصوتية أو عند الولادة ضروريًا لاستبعاد متلازمة ميكل أو التثلث الصبغي 13 أو متلازمة سميث ليملي أوبيتز التي تظهر مع عيوب فسيولوجية مماثلة. يمكن اكتشاف متلازمة هيدروهالوس في نهاية الثلث الأول من الحمل، حوالي 13 أسبوعًا من الحمل

## العلاج
لا يوجد علاج أو خيار علاجي للأفراد الذين يعانون من متلازمة هيدروهالوس حاليًا. بسبب شدة عيوب الجنين وسوء التشخيص بالنسبة لأولئك الذين يعانون من متلازمة هيدروهالوس، غالبًا ما يتم إنهاء الحمل. لا يمكن تحقيق بعض الوقاية إلا من خلال تجنب الحمل إذا أشارت الاختبارات الجينية إلى أن كلا الوالدين المحتملين هما حاملان للجين المعيب HYLS1.